# Кизьва
Кизьва — река в России, протекает в Пермском крае. Устье реки находится в 171 км по левому берегу реки Обва. Длина реки составляет 52 км, площадь водосборного бассейна 522 км².
Исток реки в лесном массиве юго-восточнее деревни Подволочная. Исток лежит на водоразделе Обвы и Иньвы, рядом находятся верховья река Котыс. Верхнее течение проходит по Кудымкарскому району, нижнее по Сивинскому району. Река течёт на юго-восток, затем поворачивает на юг. Русло — извилистое. Верхнее течение проходит по ненаселённому лесу, в среднем и нижнем течении протекает деревни Пажгина, Верхняя Кизьва, Демидята, Никольская. Впадает в Обву выше села Кизьва. Ширина реки у устья около 15 метров, скорость течения — 0,3 м/с.

## Притоки (км от устья)
- река Пучина (лв)
- река Ежанка (пр)
- 8,5 км: река Сухая Полва (лв)
- река Белая Речка (пр)
- река Меговка (пр)
- река Полчема (пр)
- 29 км: река Полва (лв)
- река Раймыска (лв)
- река Аргышевка (пр)
- река Большой Лог (пр)
- река Лаптевка (пр)
- река Выломка (пр)
- ручей Полдневой (пр)
- река Вылым (пр)
- ручей Северный (лв)

## Данные водного реестра
По данным государственного водного реестра России относится к Камскому бассейновому округу, водохозяйственный участок реки — Кама от города Березники до Камского гидроузла, без реки Косьва (от истока до Широковского гидроузла), Чусовая и Сылва, речной подбассейн реки — бассейны притоков Камы до впадения Белой. Речной бассейн реки — Кама.
Код объекта в государственном водном реестре — 10010100912111100009271.